# Тумлін-Подгруд
Тумлін-Подгруд (пол. Tumlin-Podgród) — село в Польщі, у гміні Медзяна Гура Келецького повіту Свентокшиського воєводства.
У 1975-1998 роках село належало до Келецького воєводства.